# Karl Engelhard (Geograph)
Karl Engelhard (* 4. Mai 1926 in Volkhardinghausen; † 1. Dezember 2021) war ein deutscher Geograph, Didaktiker und Hochschullehrer.

## Leben
Nach Wehrdienst und Kriegsgefangenschaft studierte Engelhard von 1947 bis 1950 am Pädagogischen Institut Weilburg Lehramt mit Schwerpunkt Geographie. Nachdem er an verschiedenen Volksschulen im Schuldienst tätig gewesen war, wechselte Engelhard 1961 zuerst als Mitarbeiter, dann als Studienrat und Oberstudienrat im Hochschuldienst zur Pädagogischen Hochschule in Gießen. Daneben studierte er ab 1956 die Fächer Geographie, Anglistik, Philosophie, Pädagogik und Völkerkunde an den Universitäten Köln und Gießen und wurde 1966 mit der Arbeit Die Entwicklung der Kulturlandschaft des nördlichen Waldeck seit dem späten Mittelalter promoviert. 1970 erfolgte die Berufung auf den Lehrstuhl für Geographie und Didaktik an der Pädagogischen Hochschule in Münster. Mit seiner Emeritierung im Jahr 1991 endete seine wissenschaftliche Tätigkeit an der Westfälischen Wilhelms-Universität Münster, die 1980 die Pädagogischen Hochschulen übernommen hatte. 

## Arbeits- und Forschungsfelder
Zu seinen Forschungsschwerpunkten zählten u. a. Studien zu physio- und anthropologischen Strukturen der Region um den Kilimandscharo oder Arbeiten zur wirtschaftlichen und sozialen Entwicklung in Korea. 
Seine Veröffentlichungen umfassen Themen der entwicklungs- und umweltpolitischen Herausforderungen des Geographieunterrichts, globales Lernen und Unterrichtsplanung. 

## Schriften (Auswahl)
- Die wirtschaftsräumliche Gliederung Ostafrikas. Weltforum-Verlag, München 1974, ISBN 978-3-8039-0087-6.
- Weltverkehr. Westermann, Braunschweig 1981, ISBN 978-3-14-151071-3.
- Tansania. Perthes, Gotha 1994, ISBN 978-3-623-00662-8.
- Südkorea. Vom Entwicklungsland zum Industriestaat. Waxmann, Münster, New York, München, Berlin 2004, ISBN 978-3-8309-1404-4.